# Табличка из Кортоны

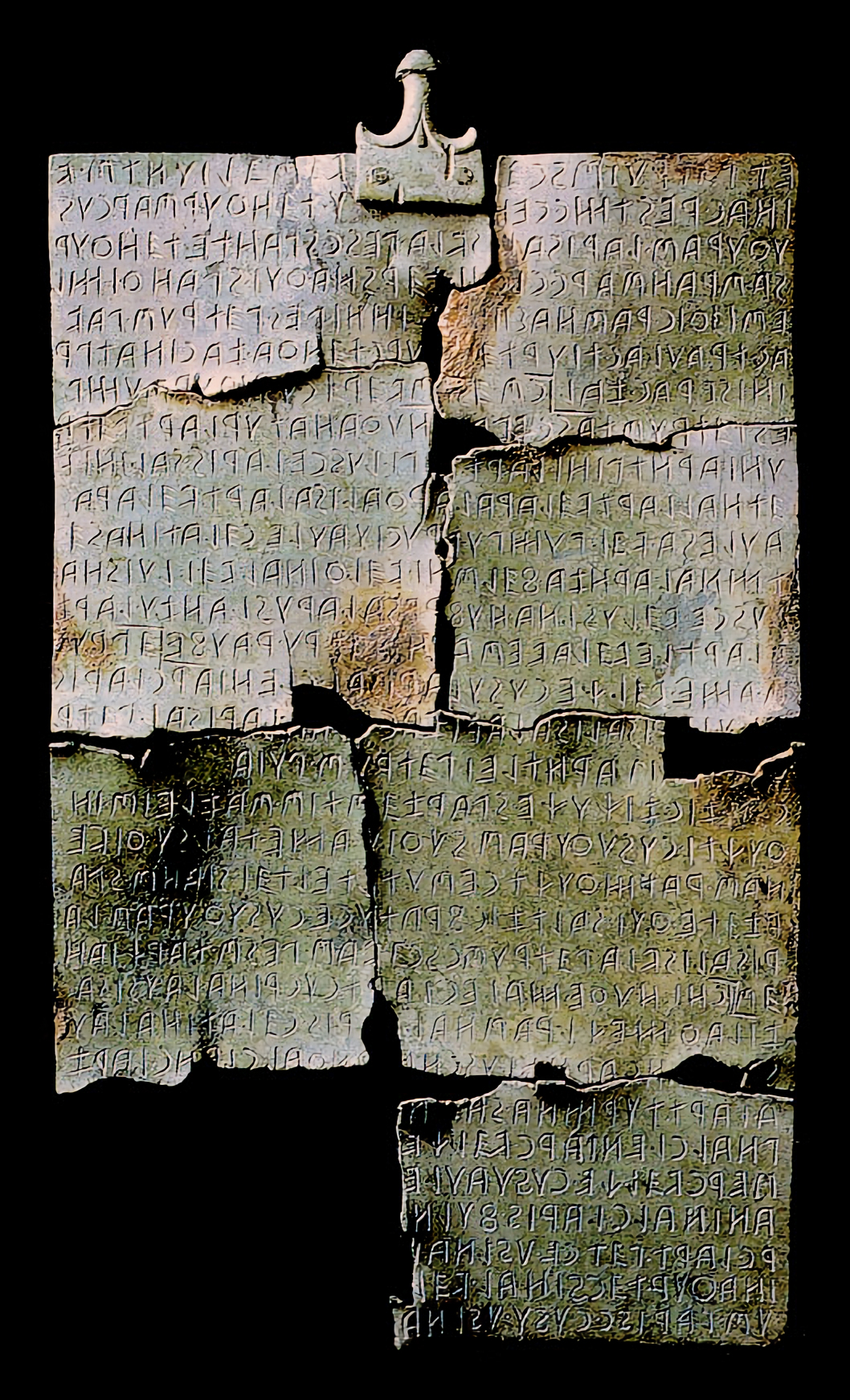
Tabula Cortonensis

Табличка из Кортоны (лат. Tabula Cortonensis, ET AC = Co 8.3) — бронзовая табличка из 32 строк на этрусском языке, созданная на рубеже III—II вв. до н. э.
Обнаружена при сносе старого здания в городе Кортона (этрусское название — Curtun) в Италии в 1992 году (первая публикация — только в 1999 г.). Это третий по длине из известных этрусских текстов.
Размеры таблички — около 50 x 30 см, толщина 2—3 мм. Позднее табличку разбили на 8 кусков (вероятно, с целью последующей переплавки), из которых обнаружено только семь. Потеря одного из фрагментов не считается серьёзной, поскольку он находился в левой нижней части таблички и предположительно содержал только личные имена.

## Интерпретация
Предполагается, что табличка представляла собой нотариальный акт, связанный с разделом, продажей или наследованием недвижимости (виноградника, дома и поместья) на территории близ озера Тразимено к востоку от Кортоны.
Помимо 34 ранее известных этрусских слов, текст содержит примерно такое же количество ранее неизвестных слов. Ещё одна интересная особенность — наличие знака в виде перевёрнутой буквы E наряду с обычной E, что свидетельствует о том, что по крайней мере в данном диалекте фонема E имела два варианта.

## Содержание
01: et . pêtruiś . scê[…]vêś . êliuntś . v
02: inac . restmc . cen[…]u . tênθur . śar . cus
03: uθuraś . larisalisula . pesc . spante . tênθur .
04: sa śran . śarc . clθii . têrsna . θui . spanθi . ml
05: eśiêθic . raśnas IIIC inni . pes . pêtruś . pav
06: ac . traulac . tiur . tên[θ]urs . tênθa[ś] . zacinat . pr
07: iniserac . zal \\ cś . êsiś vêrê cusuθurśum . p
08: es[s] . pêtruśta . scev[aś] \\ nuθanatur . lart pêtr
09: uni . arnt . pini . lart . [v]ipi . lusce . laris . salini .v
10: êtnal . lart . vêlara . larθalisa . lart vêlara
11: aulesa . vêl . pumpu . pruciu . aule cêlatina . sê
12: tmnal . arnza . fêlśni . vêlθinal . vêl . luisna
13: lusce . vêl uslna . nufresa . laru . slanzu . larz
14: a lartle vêl aveś arnt . pêtru . raufe \\ êpru
15: ś . ame . vêlχe . cusu larisal . cleniarc . laris
16: [c]usu . l[a]risalisa larizac clan . larisal . pêtr
17: u . scê[va]ś arntlei . pêtruś . puia
18: cên . zic . ziχuχe . sparzêśtiś śazleiś in
19: θuχti . cusuθuraś . suθiu . ame . tal suθive
20: naś . ratm . θuχt . ceśu . tl teltêi . sianś . spa
21: rzête . θui . saltzic . fratuce . cusuθuraê . la
22: risalisula . pêtruśc . scêvaś . pesś . tarχian
23: êś \\ cnl . nuθe . malec . lart . cucrina . lausisa .
24: zilaθ meχl . raśnal [la]ris . cêlatina lau
25: sa [cla]nc . arnt luscni [a]rnθal . clanc . larz
26: a . lart . turmna . salin[ial . larθ cêlatina . a]
27: pnal . cleniarc . vêlχe[ś][…][papal]
28: śerc . vêlχe . cusu . aule[sa][…]
29: aninalc . laris . fuln[…][clenia]
30: rc . lart . pêtce . uslnal[…][cucr]
31: inaθur . têcsinal . vêl[…]
32: uś . larisc . cus . uslna[l][…]